# Zoedia triangularis
Zoedia triangularis är en skalbaggsart som beskrevs av Francis Polkinghorne Pascoe 1862. Zoedia triangularis ingår i släktet Zoedia och familjen långhorningar. Inga underarter finns listade i Catalogue of Life.